# Anatol Svahilec
Anatol Svahilec, vlastním jménem Václav Šindelář (* 15. února 1994 Mladá Boleslav) je český slamer, wikipedista a politický aktivista.

## Život
Vyrůstal v Plzni. Na základní škole spoluzakládal a vedl divadelní spolek Panoptikum. Po maturitě na zdejším Masarykově gymnáziu krátce pracoval jako námezdní dělník a obchodní příručí.

### Slam poetry
Do slam poetry vstoupil roku 2014, v témže roce získal titul mistra republiky. Tvoří pevné neimprovizované slamové texty. V roce 2014 realizoval vlastní návrh typu divadelní scény, tzv. „divadelní panoptikon“, v prostorách husitské modlitebny s názvem Panoptikon Barikáda na Náměstí Barikád na pražském Žižkově, ve kterém účinkoval v mystifikačním projektu maďarského souboru nového cirkusu Körforgalom Színház (v překladu „Divadlo Kruhový objezd“). Svou slamovou tvorbu prezentoval mj. v Německu, Polsku, Rumunsku, Belgii, Estonsku, Quebecu nebo v Ghaně. V červnu 2019 vystupoval před zhruba čtvrtmilionovým publikem na největší demonstraci po roce 1989 na pražské Letenské pláni. Přednesl svoji báseň Motýle na Letné Samonákladem vydal roku 2016 autorský debutový sborník Emu mele maso, v roce 2018 vydal u nakladatelství Nugis Finem Publishing druhý slamový sborník Přece se to nevyhodí. Roku 2020 pak vydal třetí z knih básní, Motorové sáně.
V září 2019 vyšel v příloze Hospodářských novin Ego jeho třístránkový portrét a jeho fotografie se objevila na titulní straně tohoto magazínu. V březnu 2020 moderoval každovečerní kulturní program (tzv. Kulturní karanténu neboli Koronanights) v Paralelní polis během zákazu koncertů při pandemii covidu-19.
Studoval obor produkce na DAMU v Praze, studium nedokončil.

### ČasopisLegalizace
Od roku 2017 pravidelně přispívá do dvouměsíčníku Legalizace zaměřeného na informování veřejnosti o konopí, jeho účincích či možnostech využití, konkrétně do fejetonistické rubriky Flashback.

### Wikipedie
Je také aktivním přispěvatelem na českou Wikipedii. Věnuje se zejména článkům o železničních stanicích (dal si za úkol, že zmapuje všech 2850 stanic v České republice). K 13. lednu 2020 popsal 330 vlakových stanic. Začátkem května 2021 dosáhl počtu 1000 napsaných článků na projekty české a anglické Wikipedie.

## Dílo
- Emu mele maso (slamový sborník, 2016)
- Přece se to nevyhodí (slamový sborník, 2018)
- Motorové sáně (slamový sborník, 2020)